# 陕西四达足球俱乐部
陕西四达足球俱乐部是一家已解散的中国足球俱乐部。俱乐部实际上是陕西宝荣浐灞足球俱乐部的U19梯队，也是陕西省参加中华人民共和国第十一届运动会男足比赛的球队。2008年，球队以“陕西四达足球俱乐部西安世园队”为名报名参加中国足球乙级联赛，主场设在咸阳，王波任主教练。球队同时参加全国青少年足球联赛U19组的比赛。球队在全国青少年足球联赛U19组第一阶段比赛拿到冠军，第二阶段比赛夺得亚军。中乙联赛中，球队排在预赛北区第5名，无缘全国总决赛。次年，球队没有报名参加中乙联赛，只参加了全运会男足甲组（U20）比赛，主教练仍然是王波。球队没能通过预赛。随后，俱乐部解散了。

## 主要球员
- 陈子介
- 李龙日
- 刘天祺
- 盛鹏
- 王宁
- 张勇
- 李帅
- 郑波